# Бхонсле
Бхонсле или Бхосле (маратхи भोसले) — маратхский клан, правивший в нескольких индийских княжествах.
Самым известным представителем клана был Шиваджи, основавший в XVII веке Государство маратхов, его потомки правили из города Сатара. В XVIII веке представители клана Бхонсле также утвердились на престолах в Нагпуре и Колхапуре, а также в Танджавуре.
В 1818 году по итогам третьей англо-маратхской войны маратхам пришлось признать британское владычество, их владения стали туземными княжествами в Британской Индии. К середине XIX века сатарская, нагпурская и танджавурская ветви клана пресеклись по причине отсутствия наследников мужского пола; княжество Колхапур в 1947 году вошло в состав Индии.